# Locomotora ALCO RSD-16
La ALCo RSD-16 es un modelo de locomotora diésel-eléctrica, fabricada por la American Locomotive Company, capaz de entregar aproximadamente 1454,115 kilovatios (equivalentes a 1950 HP) de potencia total. Su masa es de 108 t.

## Historia

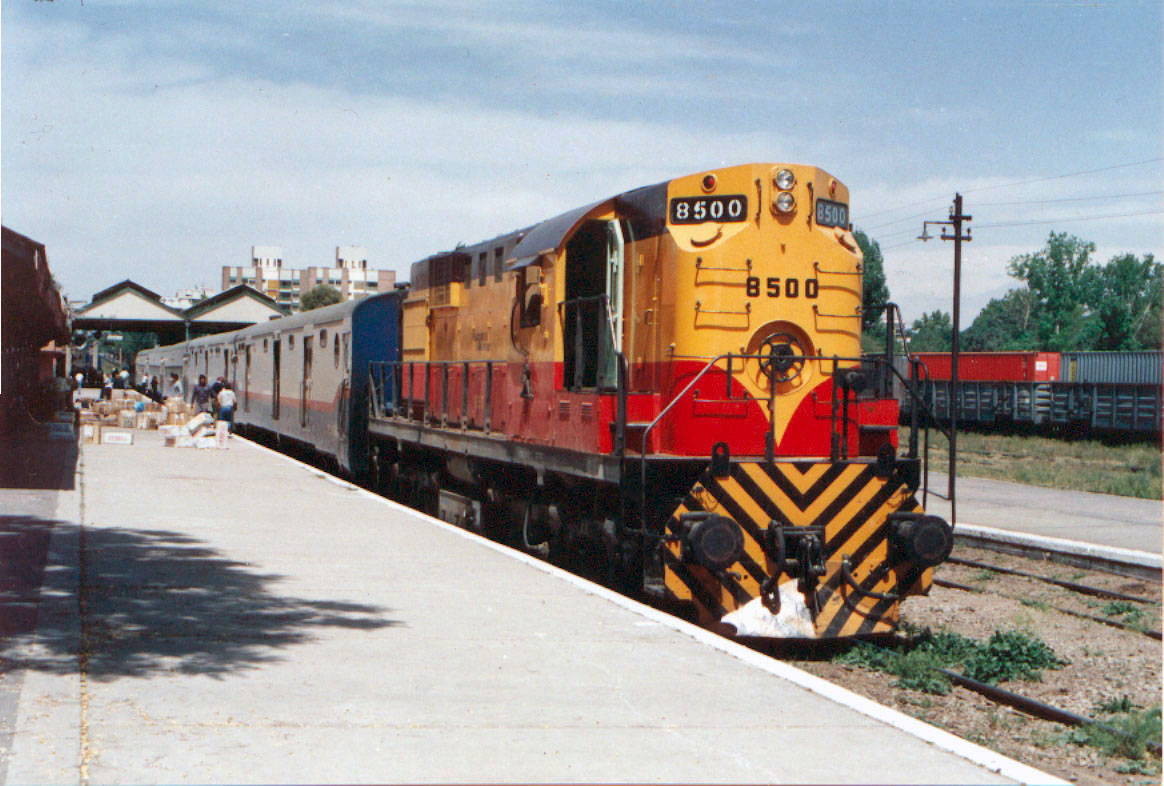
RSD16 8500 en la época de Ferrocarriles Argentinos

En el año 1956 la firma norteamericana American Locomotive Company (ALCo), formaliza un pedido de 130 locomotoras diésel-eléctricas del tipo RSD-16 para la República Argentina. Se firman tres contratos, S-3290 de 30 locomotoras para el Ferrocarril Domingo Faustino Sarmiento, de numeración 4601-4630. S-3291 por 55 locomotoras para el Ferrocarril General Bartolomé Mitre, de numeración 5601-5655 y S-3292 por 45 locomotoras, de numeración 4301-4345 para el Ferrocarril General San Martín. La construcción comienza en el año 1957 y se entregan en el período comprendido entre 1958 y 1959.c Son locomotoras del tipo mixto y aptas para toda clase de tráficos, con la clásica configuración de locomotora diésel de segunda generación, siendo la posición de marcha adelante con el capó largo.
La particularidad de este modelo de locomotora, es la de haber sido el único modelo de origen norteamericano "doméstico", para su uso en los Estados Unidos, México y Canadá, que tuvieron los ferrocarriles argentinos en la época estatal, que claramente se destacaron del resto de las locomotoras de exportación.
Fueron fabricadas en la planta industrial de ALCo en la ciudad de Schenectady, en el estado de Nueva York, con estructura y planta motriz producida por la empresa homónima. La parte eléctrica, como era en esos tiempos, fue construida por la firma General Electric, y el sistema de freno tipo dual, o sea aire comprimido y vacío, modelo 6-SLAV, fue provisto por Westinghouse.
A partir del 17 de abril de 2014 las ALCo RSD-16 que operaban en el servicio suburbano del ferrocarril San Martín, en Buenos Aires, fueron reemplazadas por locomotoras CSR SDD7

## Transferencia de unidades
La 30 unidades que pertenecieron originalmente para el Ferrocarril Nacional Domingo Faustino Sarmiento, en esta línea no podían aprovecharse correctamente por las limitaciones de la vía y por no existir trenes que demandaran tanta potencia. Pasaron entre 1962 y 1963 a las líneas ferroviarias del Ferrocarril Nacional San Martín, aunque entre 1964 y 1967, 20 unidades volvieron a operar en el ferrocarril de origen. 
Las 45 locomotoras del San Martín y las 55 del Ferrocarril Mitre, se mantuvieron en estas, siendo muy común verlas prestadas en uno u otro ferrocarril, también en las temporadas 67/68 y 69/70 algunas unidades fueron prestadas al Ferrocarril Nacional General Roca, para reforzar los servicios hacia Mar del Plata y San Carlos de Bariloche. 
Hasta finales de los año 1970, existieron servicios directos de Córdoba, Rosario, Mendoza y Santa Rosa con la ciudad balnearia de Mar del Plata. Estos trenes corrían con locomotoras ALCo RSD-16.
En 1991, 29 locomotoras de esta serie del ex Ferrocarril General San Martín pasaron a manos de Ferrocarriles Metropolitanos S.A (FEMESA) siendo renumeradas B-801 a B-829.
Con la privatización de Ferrocarriles Argentinos, iniciada por el expresidente de la Nación, Carlos Saúl Menem, estas locomotoras se repartieron en las concesionarias NCA, BAP-San Martín, FEPSA, SEFEPA, TMS, FCMED y CIFP (Talleres Pérez). Posteriormente TMS adquirió a FA residual dos unidades más, B-830 (ex 8234) y B-831 (ex 8275). 

Las 8448 y 8488 (ex TBA) y se transfirió en 2005 a ALL (a 2013) y Trenes Argentinos Cargas y Logística desde 2013 en tren de cargas a Palmira y Dock Central (sin servicio), junto con las de BAP, ALL y la 8248 (ex FEMED). Algunas de estas, la 8226, 8256, 8257 y 8274 operan en NCA, anterior FA; la 8248 y 8230 operan en la ex Ferrocentral (SOFSE) (antes FA) con trenes a Córdoba; la 8511 esta en manos de FEPSA LGR y Sarmiento, donde operan algunas locomotoras. La 8501 opera en Trenes Argentinos Cargas y Logística San Martín. Las ALCo de LSM fueron transferidos a BCyL B818 renumerada como 8464, B814 renumerada como 8460, B822 renumerada como 8470 y B829 renumerada como 8495, Tren Patagónico: B815 y B819, Ferrobaires: B820 con trenes a Junín/Alberdi, juntos con las GT22, y la ALCo 8456 (rota en Maldonado y le falta el repuesto diesel) y más las B001 (ex-8465), B802, B811 y B823 desmanteladas en Alianza (Santos Lugares).

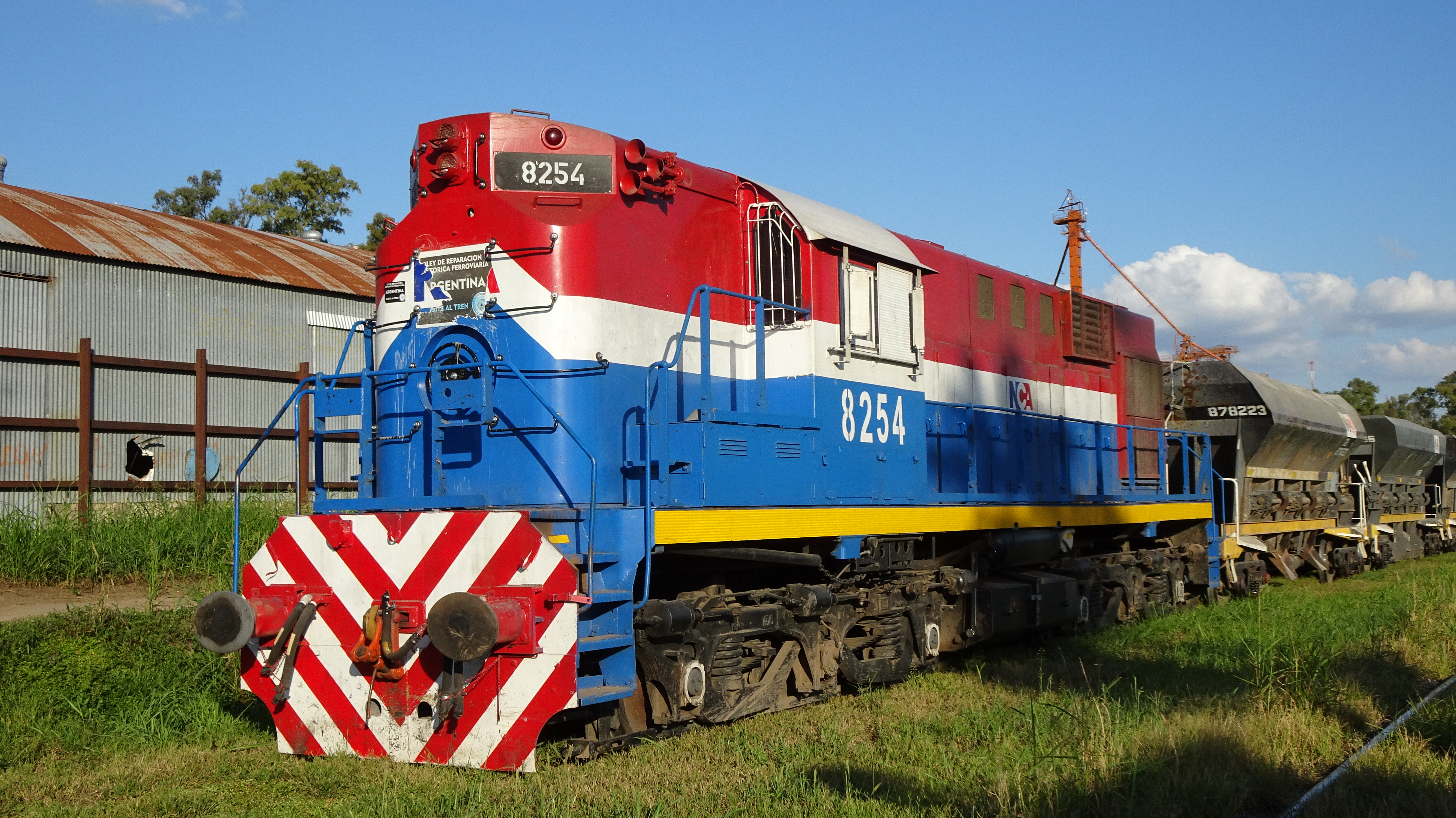
RSD16 8254 de Nuevo Central Argentino

## Remotorizaciones
En 1978, la 8241 fue reconstruida por FIAT-Materfer, reemplazando el motor diésel ALCo 251-B, por un FIAT A-230-12 de 12 cilindros en V turbo-alimentados y una potencia nominal de 2778 HP, estabilizados a 1900, siendo vuelta al motor original a mediados de los 80. 
En 1980/1981 16 unidades del San Martín fueron re motorizadas con motores 251-C Bombardier, importados de Canadá. Materfer, en la planta de Grandes Motores Diésel (GMD), comenzó a construir este motor a mediados de 1986. Con estos se re motorizaron en talleres ferroviarios varias locomotoras en las líneas Mitre y San Martín.
El motor 251-C es básicamente igual a la variante B con la sola diferencia de su turbo-alimentador. En 1991, Materfer, comenzó un proceso de re motorización que quedó trunco con la privatización, quedando algunas locomotoras a medio terminar dentro de la planta de Materfer.